# Горст Деген
Горст Деген (нім. Horst Degen; 19 липня 1913, Гемер — 29 січня 1996, Люнебург) — німецький офіцер-підводник, капітан-лейтенант крігсмаріне.

## Біографія
1 квітня 1933 року вступив на флот. З вересня 1939 по червень 1940 року — 2-й вахтовий офіцер на есмінці «Ганс Лоді». З 29 липня по 14 листопада 1940 року пройшов курс підводника, після чого був переданий в розпорядження 1-го навчального дивізіону підводних човнів в Плені. З 4 січня по 16 березня 1941 року пройшов курс командира підводного човна, з 17 березня по 19 травня — командирську практику на U-552, на якому взяв участь в поході в Атлантику (7 квітня — 6 травня), під час якого були потоплені 3 кораблі загальною водотоннажністю 24 119 тонн і пошкоджений 1 корабель (8190 тонн). 20 травня 1941 року направлений на будівництво U-701. З 16 липня 1941 року — командир U-701, на якому здійснив 3 походи (разом 129 днів у морі) і потопив 9 (27 056 тонн) і пошкодив 5 (38 283 тонни) кораблів.
| Дата            | Назва корабля                                       | Тип                | Тоннаж | Вантаж                            | Екіпаж | Загинули | Країна             | Конвой |
| --------------- | --------------------------------------------------- | ------------------ | ------ | --------------------------------- | ------ | -------- | ------------------ | ------ |
| 6 січня 1942    | Baron Erskine                                       | Торговий пароплав  | 3,657  | Каміння та суперфосфати           | 41     | 41       | Британська імперія | SC-62  |
| 6 березня 1942  | Rononia                                             | Паровий траулер    | 213    | Риба                              | 11     | 11       | Британська імперія |        |
| 7 березня 1942  | Nyggjaberg                                          | Паровий траулер    | 349    |                                   | 21     | 21       | Фарерські острови  |        |
| 9 березня 1942  | HMS Notts County (FY250)                            | Допоміжний траулер | 541    |                                   | 42     | 41       | Британська імперія |        |
| 11 березня 1942 | HMS Stella Capella (FY107)                          | Допоміжний траулер | 507    |                                   | 33     | 33       | Британська імперія |        |
| 15 червня 1942  | HMS Kingston Ceylonite (FY214) (підірвався на міні) | Допоміжний траулер | 448    |                                   | 32     | 18       | Британська імперія | KN-109 |
| 15 червня 1942  | USS Bainbridge (DD-246) (пошкоджений міною)         | Есмінець           | 1,190  |                                   | ?      | 0        | США                | KN-109 |
| 15 червня 1942  | Robert C. Tuttle (пошкоджений міною)                | Паровий танкер     | 11,615 | 152 000 барелів сирої нафти       | 47     | 1        | США                | KN-109 |
| 15 червня 1942  | Esso Augusta (пошкоджений міною)                    | Тепловий танкер    | 11,237 | 119 000 барелів дизельного палива | 57     | 0        | США                | KN-109 |
| 17 червня 1942  | Santore (підірвався на міні)                        | Торговий пароплав  | 7,117  | 11 095 тонн вугілля               | 46     | 3        | США                | KS-511 |
| 19 червня 1942  | USS YP-389                                          | Допоміжний траулер | 170    |                                   | 24     | 6        | США                |        |
| 26 червня 1942  | Tamesis (пошкоджений)                               | Торговий теплохід  | 7,256  | Мідь і олово                      | ?      | 0        | Норвегія           |        |
| 27 червня 1942  | British Freedom (пошкоджений)                       | Тепловий танкер    | 6,985  | Баласт                            | 55     | 0        | Британська імперія | KS-514 |
| 28 червня 1942  | William Rockefeller                                 | Паровий танкер     | 14,054 | 135 000 барелів мазуту            | 50     | 0        | США                |        |

7 липня 1942 року U-701 був потоплений у Північній Атлантиці біля мису Гаттерас (34°50′ пн. ш. 74°55′ зх. д.) глибинними бомбами американського бомбардувальника Хадсон.  7 членів екіпажу загинули, 39 покинули човен, проте протягом двох діб в морі вижили лише семеро, включаючи Дегена. Вони були підібрані береговоою охороною США і взяті в полон. 6 червня 1946 року звільнений.

## Звання
- Кандидат в офіцери (1 квітня 1933)
- Морський кадет (23 вересня 1933)
- Фенріх-цур-зее (1 липня 1934)
- Оберфенріх-цур-зее (1 квітня 1936)
- Лейтенант-цур-зее (1 жовтня 1936)
- Оберлейтенант-цур-зее (1 червня 1938)
- Капітан-лейтенант (1 березня 1941)

## Нагороди
- Медаль «За вислугу років у Вермахті» 4-го класу (4 роки)
- Залізний хрест
  - 2-го класу (20 листопада 1939)
  - 1-го класу (3 квітня 1942)
- Нагрудний знак есмінця (19 жовтня 1940)
- Нагрудний знак підводника (12 лютого 1942)